# Hercílio Luz nemzetközi repülőtér
A Hercílio Luz nemzetközi repülőtér egy nemzetközi repülőtér (IATA: FLN, ICAO: SBFL) Brazíliában, Florianópolis közelében. Éves utasforgalma 3 341 998 fő (2022).

## Kifutópályák
A repülőtér futópályái:
- 14/32 (2300 m, 45 m, aszfalt)
- 03/21 (1500 m, 45 m, beton)

## Forgalom
Az utasforgalom az elmúlt években az alábbi módon változott:
| Utasok száma | 934 002 | 1 161 760 | 1 486 924 | 1 907 327 | 2 579 163 | 3 267 684 | 3 638 328 | 3 779 007 | 1 822 105 | 3 341 998 |
|              | 2000    | 2002      | 2005      | 2007      | 2010      | 2012      | 2015      | 2017      | 2020      | 2022      |

## Légitársaságok és úticélok
2025-ben a Hercílio Luz nemzetközi repülőtérről az alábbi járatok indulnak (Utoljára frissítve: 2025-02-18):
| Légitársaság            | Célállomások |
| ----------------------- | --- |
| Aerolíneas Argentinas   | Szezonális: Buenos Aires–Aeroparque, Córdoba (AR), Rosario |
| Azul Brazilian Airlines | Belo Horizonte–Confins, Campinas, Chapecó, Curitiba, Foz do Iguaçu Szezonális: Asunción, Cuiabá, Goiânia, Montevideo, Pelotas, Recife, Santo Ângelo, Uruguaiana                             |
| Copa Airlines           | Panama City–Tocumen |
| Flybondi                | Buenos Aires–Aeroparque, Buenos Aires–Ezeiza |
| Gol Linhas Aéreas       | Brasília, Buenos Aires–Aeroparque, Rio de Janeiro–Galeão, São Paulo–Congonhas, São Paulo–Guarulhos Szezonális: Buenos Aires–Ezeiza, Caxias do Sul, Córdoba (AR), Rosario, Salvador da Bahia |
| JetSmart Argentina      | Buenos Aires–Ezeiza |
| JetSmart Chile          | Santiago de Chile |
| LATAM Brasil            | Brasília, Rio de Janeiro–Galeão, São Paulo–Congonhas, São Paulo–Guarulhos |
| LATAM Chile             | Santiago de Chile |
| Paranair                | Szezonális: Asunción |
| Sky Airline             | Santiago de Chile Szezonális charter: Córdoba (AR), Mendoza |
| Sky Airline Peru        | Lima, Montevideo |
| TAP Air Portugal        | Lisszabon |
| Voepass                 | Pelotas, Santa Maria, São Paulo–Congonhas |

### Cargo
| Légitársaság        | Célállomások                                       |
| ------------------- | -------------------------------------------------- |
| LATAM Cargo Brasil  | Miami                                              |
| Total Linhas Aéreas | Curitiba, São Paulo-Guarulhos nemzetközi repülőtér |